# Let's Stick Together
Let's Stick Together är en rythm and blues-låt skriven av den amerikanske R&B-sångaren och musikern Wilbert Harrison, utgiven 1962 av Fury Records. En av Harrison omarbetad version med titeln Let's Work Together släpptes 1969 av Sue Records och blev en stor hit i USA.
Flera artister har släppt coverversioner av Let's Stick Together, de mest framgångsrika spelades in av det amerikanska rockbandet Canned Heat (Let's Work Together, 1970) och den brittiske sångaren Bryan Ferry (Let's Stick Together, 1976).